# Stat fără ieșire la mare

State fără ieșire la mare

O țară fără ieșire la ocean este o țară înconjurată complet de uscat, sau care are ieșire doar la o mare închisă (de exemplu Marea Caspică).
Pe glob există 44 de țări care nu au ieșire la mare, cea mai mare fiind Kazahstan, iar cea cu densitatea cea mai mare a populației fiind Etiopia. 

## Lista țărilor fără ieșire la mare
| Țară                    | Suprafață (km²) |
| ----------------------- | --------------- |
| Afganistan              | 647.500         |
| Andorra                 | 468             |
| Armenia                 | 29.743          |
| Austria                 | 83.871          |
| Azerbaidjan [a]         | 86.600          |
| Belarus                 | 207.600         |
| Bhutan                  | 38.394          |
| Bolivia                 | 1.098.581       |
| Botswana                | 582.000         |
| Burkina Faso            | 274.222         |
| Burundi                 | 27.834          |
| Republica Centrafricană | 622.984         |
| Cehia                   | 78.867          |
| Ciad                    | 1.284.000       |
| Elveția                 | 41.284          |
| Eswatini                | 17.364          |
| Etiopia                 | 1.104.300       |
| Kazahstan [a] [b]       | 2.724.900       |
| Kârgâzstan              | 199.951         |
| Kosovo [c]              | 10.908          |
| Laos                    | 236.800         |
| Lesotho [d]             | 30.355          |
| Liechtenstein           | 160             |
| Luxemburg               | 2.586           |
| Macedonia de Nord       | 25.713          |
| Malawi                  | 118.484         |
| Mali                    | 1.240.192       |
| Republica Moldova       | 33.846          |
| Mongolia                | 1.564.100       |
| Nagorno-Karabah [c]     | 11.458          |
| Nepal                   | 147.181         |
| Niger                   | 1.267.000       |
| Osetia de Sud [c]       | 3.900           |
| Paraguay                | 406.752         |
| Rwanda                  | 26.338          |
| San Marino [d]          | 61              |
| Serbia                  | 88.361          |
| Slovacia                | 49.035          |
| Sudanul de Sud          | 619.745         |
| Tadjikistan             | 143.100         |
| Transnistria [c]        | 4.163           |
| Turkmenistan [a]        | 488.100         |
| Uganda                  | 241.038         |
| Ungaria                 | 93.028          |
| Uzbekistan [b]          | 447.400         |
| Vatican [d]             | 0,44            |
| Zambia                  | 752.612         |
| Zimbabwe                | 390.757         |

a Are ieșire la Marea Caspică
b Are ieșire la Marea Aral
c Regiune disputată cu recunoaștere internațională limitată
d Înconjurată în întregime de o altă țară